# Drag Me to Hell
Drag Me to Hell ist ein Horror-Thriller aus dem Jahr 2009 von Regisseur Sam Raimi mit Alison Lohman in der Hauptrolle. Der Film basiert auf einem Original-Drehbuch der Brüder Sam und Ivan Raimi.

## Handlung
Die Bankangestellte Christine Brown hofft, die freigewordene Stelle des stellvertretenden Filialleiters zu bekommen. Ihr Vorgesetzter Mr. Jacks macht Christine jedoch klar, dass es noch einen weiteren Kandidaten gebe und zudem ein stellvertretender Filialleiter auch harte Entscheidungen zu treffen habe. Sie überreicht ihrem Verlobten eine seltene Quarter-Münze, welche dieser in einen Umschlag kuvertiert. An diesem Tag spricht eine von Christines Kunden vor, Mrs. Sylvia Ganush, eine alte, unheimliche Frau, die um eine Fristverlängerung wegen eines fälligen Kredits bittet. Christine versucht, diesen Aufschub bei ihrem Vorgesetzten durchzusetzen. Mr. Jacks überlässt allerdings ihr die Entscheidung, verbunden mit dem Hinweis, dass dies eine „harte Entscheidung“ sei. Christine versteht den Hinweis und teilt Mrs. Ganush mit, dass ein Aufschub leider nicht in Frage kommt. Diese fleht Christine verzweifelt auf Knien an und bedrängt sie, ihr doch noch den Aufschub zu geben. Christine gerät daraufhin in Panik und ruft den Sicherheitsdienst, der Mrs. Ganush nach draußen begleitet.
Abends im Parkhaus wird Christine in ihrem Auto von Mrs. Ganush überfallen. Es kommt zu einem längeren Kampf; am Ende reißt sie der Angestellten einen Knopf von der Jacke, zischt einige Worte an diesen und gibt ihr den Knopf zurück. Dabei prophezeit sie Christine, dass bald sie diejenige sein werde, die sie anflehen wird. Später am Abend besucht Christine mit ihrem Freund, dem Universitätsprofessor Clay Dalton, den Wahrsager Rham Jas und lässt sich von diesem die Zukunft vorhersagen. Er scheint etwas Schreckliches zu sehen, möchte aber nicht näher darauf eingehen.
Später am Abend wird Christine in ihrem Haus noch einmal angegriffen. Diesmal ist es aber nicht Mrs. Ganush, sondern etwas Körperloses. Nachdem sich am nächsten Tag in der Bank einige beängstigende Dinge ereignet haben, will Christine Mrs. Ganush besuchen, um sie um Verzeihung zu bitten. Jedoch muss sie vor Ort feststellen, dass diese in der vergangenen Nacht verstorben ist. Daraufhin sucht Christine noch einmal den Wahrsager Rham Jas auf. Er erklärt ihr, dass Lamia, ein mächtiger Dämon, sie drei Tage lang bedrohen und angreifen wird, bevor er sie dann in die Hölle mitnimmt. Die Verstorbene hatte offenbar den abgerissenen Knopf verflucht und den Fluch auf Christine gelenkt, indem sie ihr den Knopf wiedergab. Eine Möglichkeit, den Fluch zu brechen, könnte ein Tieropfer sein; dies besänftigt Lamia aber nicht immer. Christine entschließt sich, dem Rat zu folgen und opfert, nachdem sie ein weiteres Mal von Lamia angegriffen wurde, schweren Herzens ihre Katze.
Da die Angriffe aber weitergehen, rät ihr Rham Jas, die Hilfe des Mediums Shaun San Dena zu erbitten. San Dena hatte vor circa vierzig Jahren schon einmal versucht, einen Lamia-Fluch zu brechen – allerdings erfolglos. Auch jetzt gelingt es ihr bei der Séance nicht, den Dämon zu töten, sie kann ihn nur kurzfristig vertreiben, stirbt dabei allerdings. Rham Jas weist Christine darauf hin, dass sie jetzt nur noch eine Möglichkeit hat: Sie muss den verfluchten Gegenstand – also den Knopf – verschenken, dadurch wird auch der Fluch an die entsprechende Person weitergegeben. Rham Jas verschließt den Knopf sicherheitshalber nun in einem Kuvert. Nach ausführlichen Recherchen eröffnet sich für Christine die Option, den Fluch auch an Verstorbene zu offerieren und sie beschließt, der verstorbenen Mrs. Ganush den Knopf zu schenken und den Fluch damit auf den Urheber zurückzulenken. Nachdem sie die Leiche auf dem Friedhof in der Dunkelheit bei strömendem Regen ausgegraben und ihr den Umschlag mit dem Knopf in den Mund gesteckt hat, scheint der Fluch gebrochen.
Am nächsten Morgen erfährt Christine telefonisch von ihrem Vorgesetzten, dass sie die Stelle als stellvertretende Filialleiterin erhalten wird. Später trifft sie sich mit Clay am Bahnhof, um mit ihm zu verreisen. Clay überreicht Christine den Umschlag mit dem Knopf. Sie hatte ihn auf der Rückfahrt von der Séance mit dem sich noch immer im PKW ihres Verlobten befindlichen Umschlags mit der Sammlermünze verwechselt und somit der Leiche anstelle des Knopfes die Münze offeriert. Christine erkennt voller Schrecken, dass der Fluch nicht weitergegeben wurde und fällt in Panik auf das Gleisbett. Clay versucht sie von den Schienen zu ziehen und vor dem herannahenden Zug zu retten, doch in diesem Augenblick öffnet sich der Boden unter Christine und Lamias Arme zerren sie vor Clays entsetzten Augen in die Hölle.

## Hintergrund
- Kinostart in den USA war am 29. Mai 2009, in Deutschland und Österreich am 11. Juni 2009.

## Kritiken
„Ein den Horrorfilmen der 1950er-Jahre huldigender Genrefilm, der auf ein junges Publikum abzielt. Trotz einiger moderater Schockmomente erweist sich der Film insgesamt als eher harmloses Spiel mit den bekannten Parametern des Grusel-Genres.“

„Mit ‚Drag Me to Hell‘ kehrt Raimi zu seinen Anfängen zurück, zu Beginn der Achtziger, als er mit seinen Freunden den blutigen Dämonenschocker ‚Evil Dead‘ schuf und die Freiheit des Genrefilms feierte, der Geisterbahneffekte mit minimal art zusammenbringt. […] Ein kleiner Horrorfilm, der den Kern der großen Wirtschafts- und Lebenskrise heute aufdeckt – Amerika und seine Würde, Amerika und seine Scham.“

„Der Film ist selbst wie die Prophezeiung, von der er erzählt: Wir wissen zwar, was passieren wird, aber nie wann oder wie. So verlässt man das Kino zwar kein bisschen schlauer, aber herrlich durch den Wind.“

„Dass sich Raimi dabei ganz ungeniert des Stereotyps der bösen Zigeunerin bedient, die ihre Kontrahentin mit schwarzer Magie verhext, passt ins Konzept. Die fantastische Seite der Figur – samt herrlich widerlichen Körperdefekten alter Damen – macht sich hier so ostentativ bemerkbar, dass ohnehin nie ganz klar ist, wie viel davon Christines Einbildung entstammt.“

„Was für eine Sauerei! Und wie viel Spaß sie macht! Mit ‚Drag Me To Hell‘ kehrt Horrorspezialist Sam Raimi zu seinen Wurzeln zurück – und präsentiert ausgerechnet eine Jung-Bankerin als Heldin eines amüsant-blutigen Gruselschockers. […] In einem berechenbaren Kinosommer voller Blockbuster-Fortsetzungen ist ‚Drag Me To Hell‘ das unverhoffte Original, ein erfrischender Pesthauch für das amerikanische Horrorkino.“

## Auszeichnungen
- Der Film gewann einen Saturn Award 2010 als Bester Horrorfilm.

## Sonstiges
In der Todesanzeige von Sylvia Ganush steht, dass sie in einer kleinen ungarischen Stadt Szentendre geboren wurde als Szilvia Újvári.
Nach einer Theorie thematisiert der Film durchgehend das Thema Essstörungen. Christine stellt sich als laktoseintolerant dar, um einer Mahlzeit zu entgehen, obwohl sie später im Film durch den Konsum von Eis zeigt, dass selbige nicht vorliegt. Beim Versuch, ein Dessert zu sich zu nehmen, verläuft dieses zu Blut. Andere Personen reagieren nicht auf die Dämonenangriffe, sondern nehmen nur die Reaktionen von Christine wahr. Schon relativ früh im Film wird erwähnt, dass Christine früher übergewichtig war, und in ihrer Wohnung ist ein Foto zu sehen, auf dem sie als Kind mit der Beschriftung „Pork Queen“ abgebildet ist. In einer Vielzahl von Christines Visionen versuchen andere Personen, ihr Fleisch zu essen, erbrechen über sie oder schieben deren Extremitäten in ihren Mund. Visionen zeigen gebrochene Fingernägel und Haarausfall, welche als Sekundärsymptome von fortgeschrittener Anorexia nervosa auftreten.